# Nando Boom
Fernando Orlando Brown známý jako Nando Boom je panamský reggaetonový zpěvák.
Svou kariéru zpěváka započal v roce 1977 pod jménem Brown, od roku 1985 vystupuje jako Nando Boom. Později kvůli politickým problémům v Panamě emigroval do Spojených států amerických. Jeho styl hudby hodně zasáhl do vývoje latinskoamerické hudby a je považován za jednoho ze zakladatelů reggaetonu. Jeho taneční kroky, nazývané vm grinding ovlivnily i taneční hudbu a styl tance v polovině 90. let 20. století. Jeho nejznámější písničky jsou A Danzar a Esa Chica Me Vacila, které jsou populární hlavně v Latinské Americe. Vydal píseň s homofobním textem "No queremos mariflor". Díky tomu byl kritizován panamskou homosexuální komunitou.
Pro mnoho posluchačů je průkopníkem reggaetonu a jedním ze zpěváků stylu Reggae en Español. Jeho skupina získala v Kolumbii v roce 1992 cenu Caracol of Caribbean a v roce 1994 v Miami získali cenu Stefano.

## Samostatná diskografie
- Nando Boom (1988)
- Spanish Reggae (1991)
- Nando Boom & The Explotion Band (1992)
- Greatest Hits (1994)
- Back to Work (1996)